# Iker Martínez
Iker Martínez de Lizarduy Lizarribar (San Sebastián, 16 de junio de 1977) es un deportista español que compite en vela en las clases 49er, Nacra 17 y en vela de crucero.
Participó en tres Juegos Olímpicos de Verano, obteniendo dos medallas, oro en Atenas 2004 y plata en Pekín 2008, ambas en la clase 49er (junto con Xabier Fernández), y el 12.º lugar en Londres 2012, en la misma clase.
Ganó cuatro medallas en el Campeonato Mundial de 49er entre los años 2001 y 2010, y siete medallas en el Campeonato Europeo de 49er entre los años 2000 y 2008. Además, obtuvo una medalla de oro en el Campeonato Europeo de Nacra 17 de 2014 y una medalla de bronce en el Campeonato Europeo de Vela en Alta Mar Mixto de 2020.
En 2011 fue nombrado Regatista Mundial del Año por la Federación Internacional de Vela junto con su compañero de la clase 49er, Xabier Fernández.

## Vela ligera
Iker conquistó el campeonato de España de 1992 en la clase Optimist. Posteriormente, y hasta 1997, navegó en clase Vaurien, proclamándose en dos ocasiones campeón nacional de la clase. En 1999 comenzó a competir en una clase casi inédita en España, la 49er, junto a Xabier Fernández. En 49er Iker ha ganado dos medallas olímpicas – una de oro en Atenas 2004 y otra de plata en Pekín 2008 -, tres títulos mundiales (2002, 2004 y 2010) y otros tantos europeos (2002, 2007 y 2008). Después de los Juegos Olímpicos de Londres 2012, donde se clasificó en 12.ª posición en la clase 49er con Xabier Fernández, cambió de clase y pasó a competir en Nacra 17 mixto, consiguiendo en 2014 el campeonato de Europa con Tara Pacheco de tripulante. Fue descalificado del Campeonato del Mundo de Aarhus (Dinamarca) de 2018 por haber realizado modificaciones prohibidas en su Nacra 17 y tratar de ocultarlas.
Desde 2015 compite en la clase Snipe con Sofía Rita.

## Vela de crucero
Iker Martínez participó en dos ediciones de la Vuelta al mundo a vela con el equipo Team Telefónica. En la edición de 2005-06 desempeñó las funciones de táctico a bordo del “Movistar” durante las regatas inshore. Asimismo fue uno de los cañas cuando el 6 de abril de 2005 el barco español lograba el récord de velocidad al navegar 530 millas en 24 horas a una media de 22 nudos. En la edición de 2008-09 fue el patrón del “Telefónica azul”, clasificádose en la tercera plaza de la clasificación general y venciendo en las pruebas inshore de Alicante, Río de Janeiro (Brasil), Boston (EE. UU.) y Estocolmo (Suecia), además de las etapas offshore que finalizaron en Singapur y China y de las metas volantes de Fernando de Noronha (Brasil) y St. John’s (Terranova, Canadá). Fue patrón del Team Telefónica en la Volvo Ocean Race 2011-2012, defendiendo el liderato hasta las últimas etapas ya en Europa donde su barco se vio lastrado por las roturas, acabando en cuarta posición. Cuartos fueron también con el MAPFRE donde navegó de coskipper junto a Xabi Fernández en la Volvo Ocean Race 2014-2015.
Participó en la Barcelona World Race 2010-2011 a bordo del "Mapfre", consiguiendo el segundo puesto final.

## Palmarés internacional
| Juegos Olímpicos   | Juegos Olímpicos            | Juegos Olímpicos  | Juegos Olímpicos |
| Año                | Lugar                       | Medalla           | Clase            |
| ------------------ | --------------------------- | ----------------- | ---------------- |
| 2004               | Atenas ( Grecia)            | Medalla de oro    | 49er             |
| 2008               | Pekín ( China)              | Medalla de plata  | 49er             |
| Campeonato Mundial |                             |                   |                  |
| Año                | Lugar                       | Medalla           | Clase            |
| 2001               | Malcesine ( Italia)         | Medalla de plata  | 49er             |
| 2002               | Kaneohe ( Estados Unidos)   | Medalla de oro    | 49er             |
| 2004               | Atenas ( Grecia)            | Medalla de oro    | 49er             |
| 2010               | Freeport ( Bahamas)         | Medalla de oro    | 49er             |
| Campeonato Europeo |                             |                   |                  |
| Año                | Lugar                       | Medalla           | Clase            |
| 2000               | Medemblik ( Países Bajos)   | Medalla de bronce | 49er             |
| 2001               | Brest ( Francia)            | Medalla de plata  | 49er             |
| 2002               | Grimstad ( Noruega)         | Medalla de oro    | 49er             |
| 2003               | Laredo ( España)            | Medalla de bronce | 49er             |
| 2006               | Weymouth ( Reino Unido)     | Medalla de bronce | 49er             |
| 2007               | Marsala ( Italia)           | Medalla de oro    | 49er             |
| 2008               | Palma de Mallorca ( España) | Medalla de oro    | 49er             |

| Campeonato Europeo | Campeonato Europeo         | Campeonato Europeo | Campeonato Europeo |
| Año                | Lugar                      | Medalla            | Clase              |
| ------------------ | -------------------------- | ------------------ | ------------------ |
| 2014               | La Grande-Motte ( Francia) | Medalla de oro     | Nacra 17           |

| Campeonato Europeo | Campeonato Europeo | Campeonato Europeo | Campeonato Europeo |
| Año                | Lugar              | Medalla            | Clase              |
| ------------------ | ------------------ | ------------------ | ------------------ |
| 2020               | Génova ( Italia)   | Medalla de bronce  | Doble mixto        |

## Premios, reconocimientos y distinciones
- Medalla de Plata de la Real Orden del Mérito Deportivo, otorgada por el Consejo Superior de Deportes (2002)
- Medalla de Oro de la Real Orden del Mérito Deportivo, otorgada por el Consejo Superior de Deportes (2006)